# Belchamp Otten
Belchamp Otten – wieś w Anglii, w hrabstwie Essex, w dystrykcie Braintree. Leży 36 km na północ od miasta Chelmsford i 80 km na północny wschód od Londynu. W 2001 miejscowość liczyła 164 mieszkańców.